# Akademischer Yachtclub (AYC) an der RWTH Aachen
Der Akademische Yacht Club – Segeltechnische Arbeitsgruppe an der Rheinisch Westfälischen Technischen Hochschule Aachen (AYC-StAG) ist ein studentischer Segelverein an der Technischen Hochschule in Aachen.

## Geschichte
Der AYC entstand 1957 aus dem losen Zusammenschluss einiger Studenten aus dem Aachener „Studentendorf“ und wurde am 8. Juni 1959 als „Segeltechnische Arbeitsgruppe der RWTH Aachen“ von segelbegeisterten Studenten und Lehrern der Rheinisch Westfälischen Technischen Hochschule Aachen als erster hochschulnaher Segelverein gegründet. Seinen endgültigen Namen „AYC-StAG“ erhielt der Verein am 30. Januar 1961. Der AYC ist seitens Satzung und Geschäftsordnung stark an die RWTH gebunden und war zunächst nur Hochschulmitgliedern vorbehalten. Mit seiner studentisch geprägten, jedoch sehr verbindungsfernen Vereinsstruktur öffnete er sich aber bald auch für hochschulfremde Mitglieder. Der Verein ist unter der Nummer VR 1223 im Vereinsregister beim Amtsgericht Aachen eingetragen.

## Zielsetzungen
Zweck des Vereins ist die Förderung des Segelsports. Der Satzungszweck wird verwirklicht insbesondere durch die seglerische und seemännische Ausbildung von Segelinteressierten, die Förderung segelsportlicher Übungen und Leistungen sowie – in Anlehnung an die RWTH Aachen – die wissenschaftliche Entwicklung und Erprobung neuer Segelboottypen.

## Bootsbau
Um den sonst recht teuren und exklusiven Segelsport einem größeren Kreis zugänglich zu machen, suchte der Verein neue Möglichkeiten. Der Bootbauwerkstoff Holz wurde bereits in den frühen Jahren des Vereins ersetzt durch glasfaserverstärkte Polyesterharze, die langzeitstabil waren, sich leichter reparieren ließen und weniger Wartung erfordern. Mit Polyesterharzen konnten auch bessere formoptimierte Rumpfformen hergestellt werden. Die erste sechs Meter lange Wanderjolle „Polyp“ wurde im Verein unter Verantwortung von Gründungsmitglied Jüs Segger als Versuchsboot konstruiert gebaut und im Sommer 1960 zu Wasser gelassen.
Die Erfahrungen mit dem Werkstoff führte weiter zu dem Bau von zahlreichen „Motten“. Die Einhandjolle von nur 3,35 m Länge war leicht auf dem Autodach zu transportieren, preiswert zu bauen und ermöglichte so einem größeren Personenkreis, dem Segelsport nachzugehen.
Es folgte die Konstruktion und Realisierung von mehreren Katamaranen, bevor 1976 von einer Baugemeinschaft im AYC die Thetis 26 gezeichnet, konstruiert und gebaut wurde. Die schnelle 8-Meter-Yacht wurde in den folgenden Jahren insgesamt 14-mal abgeformt, eine Yacht ist noch im Besitz des AYC. Die Yachten nahmen erfolgreich an zahlreichen Regatten in den Niederlanden und Deutschland teil.
Der Bau einer modernen 21-Fuß-Kieljolle mit High-End Technologien des Bootsbaus wurde 2011 in Zusammenarbeit mit dem SC Rhe begonnen. Daraus entstanden die Baunummern 2 bis 4 des Repro21, dessen Nummer 1 ursprünglich vom SC Rhe entwickelt worden war. Im Herbst 2010 begannen die Arbeiten mit dem Formenbau in der Halle des SC Rhe in Hamburg und im Frühling 2011 wurde dort schließlich der Rumpf der Baunummer 2 im Vakuuminjektionsverfahren hergestellt, dem die weiteren Modelle folgten.

## Segelreviere
Heimatrevier in der Nähe von Aachen ist die Rurtalsperre in der Eifel. Der AYC betreibt dort eine Steganlage für seine Binnenflotte.
In den südlichen Niederlanden ist der Heimathafen für zwei clubeigene Yachten. Das Flaggschiff „Corella“ des AYC ist eine seegängige Yacht des Typs X-37. Mit der „Corella“ werden jährlich wechselnde Ziele an den europäischen Küsten angesteuert.

## Regatten
Mit den clubeigenen Booten wird regelmäßig europaweit an Regatten teilgenommen. Am Rursee richtet der AYC jedes Jahr für alle Bootsklassen die Langstrecken-Regatta „Blaues Band vom Rursee“ aus.